# ديانا جونستون
ديانا جونستون (بالإنجليزية: Diana Johnstone)‏ (مواليد 1934) كاتبة سياسية أمريكية مقيمة في باريس عاصمة فرنسا. تركز بشكل أساسي على السياسة الأوروبية والسياسة الخارجية الغربية.

## النشأة
حصلت جونستون على بكالوريوس في دراسات المنطقة الروسية ودكتوراه في الأدب الفرنسي من جامعة مينيسوتا. كانت ناشطة في الحركة المناهضة لحرب فيتنام حيث نظمت أولى الاتصالات الدولية بين المواطنين الأمريكيين وممثلي فيتنام. قضت جونستون معظم حياتها البالغة في فرنسا وألمانيا وإيطاليا.
كانت جونستون محررة أوروبية للمجلة الأسبوعية الأمريكية «في هذه الأوقات» من 1979 إلى 1990. كانت المسئولة الصحفية للمجموعة الخضراء في البرلمان الأوروبي من عام 1990 إلى عام 1996. من عام 1996 إلى عام 2000 عملت كمحررة مشاركة لمجلة باريس ربع السنوية المعنية بالجغرافيا السياسية في البلقان.

## كذبة الحملة الصليبية
بعد نشر كتابها «كذبة الحملة الصليبية: يوغوسلافيا والناتو والأوهام الغربية» عام 2003 اشتهرت جونستون بادعائها في الكتاب أنه «لا يوجد دليل على الإطلاق» على أن مذبحة سريبرينيتشا ضد البوشناق كانت إبادة جماعية. وصفه المؤرخ ماركو أتيلا هور بأنه «كتاب فقير للغاية وكتاب لا يزيد عن كونه مجرد جدال في الدفاع عن السجل القومي الصربي خلال حروب التسعينيات وكتاب غير مستنير في ذلك».
تم رفض الكتاب من قبل الناشرين في السويد مما دفع برسالة مفتوحة في عام 2003 تدافع عن كتاب جونستون وحقها في النشر وقعها من بين آخرين نعوم تشومسكي وأرونداتي روي وطارق علي وجون بيلجر. صرح الموقعون: «نحن نعتبر الحملة الصليبية الحمقاء لديانا جونستون عمل بارز مخالف لوجهة النظر السائدة ولكن من خلال الاستناد إلى الحقيقة والعقل في تقليد عظيم». إد فوليامي الذي أبلغ عن بالنسبة للجارديان أثناء حرب البوسنة والهرسك أطلق على كتاب جونستون اسم «السم» لإيجاد رد لا يُصدق من تشومسكي والآخرين. في مارس 2006 كتب ديفيد آرونوفيتش في صحيفة التايمز: «بمعنى أن العالم أدرك أنه كان هناك عمل يرقى إلى مستوى الإبادة الجماعية في سريبرينيتشا... لقد نفى جونستون بالتأكيد وتشومسكي ضمنيا المذبحة. وفي أماكن أخرى جادلت بأن أعداد القتلى مبالغ فيها وأن العديد من الضحايا المفترضين كانوا في الواقع على قيد الحياة في مكان ما وأن سريبرينيتشا كانت في الواقع معسكر مسلح وأن البوشناق سمحوا له عمدا بتجاوزه أملا في الانقلاب الدعائي ضد الصرب أنه كان هناك بعض عمليات القتل» الانتقامية«المؤسفة كما يمكن أن يحدث في زمن الحرب».
في دفاعها عن نفسها قالت جونستون إن منتقديها «اختصروا كتابها حيث اختصروا نزاع البلقان نفسه إلى عدد معين من الفظائع سيئة السمعة ووصموا كل ما ينحرف عن تفسيرهم الثنائي».
راجع ريتشارد كابلان من ريدينغ وجامعة أكسفورد العمل في الشؤون الدولية حيث وصف العمل بأنه "تقرير مراجعة ومثير للجدل للغاية للسياسة الغربية وتفكك يوغوسلافيا. "لكن من أجل العين التمييزية".

## الكتابات اللاحقة
في أبريل 2012 كتبت لكونتر بونتش وفي أماكن أخرى حول الجولة الأولى من الانتخابات الرئاسية الفرنسية قبل أيام قليلة وحددت زعيمة الجبهة الوطنية مارين لوبان بأنها "من اليسار بشكل أساسي". وصفت ألكسندر كوكبيرن في صحيفة الوطن جونستون بأنه "صحفي ممتاز" ونقلت عن رسالة بريد إلكتروني أرسلتها إليه: "لا يوجد أي شيء على الإطلاق يشهد على معاداة السامية من جانب مارين لوبان. لقد حاولت بالفعل جذب المنظمات اليهودية القوية وموقفها المناهض للإسلام هو أيضا وسيلة لجذب مثل هذه الجماعات. والحقيقة البسيطة هي أن أفضل طريقة لتدمير شخص ما في هذا البلد هي مناداته بأنه "معاد للسامية".

## بيبلوغرافيا
- سياسة صواريخ اليورو: دور أوروبا في عالم أمريكا (نيويورك، نيويورك: كتب شوكن، 1985)
- حملة الحمقى الصليبية: يوغوسلافيا والناتو والأوهام الغربية (لندن: مطبعة بلوتو ونيويورك: مطبعة المراجعة الشهرية، 2003)
- ملكة الفوضى: مغامرات هيلاري كلينتون (كاونتر بانش، 2015)
- دائرة في الظلام: مذكرات مراقب عالمي (كلاريتي للنشر، 2020)

## وصلات خارجية
- ديانا جونستون على موقع IMDb (الإنجليزية)